# 産業技術系専門職大学院
産業技術系専門職大学院（さんぎょうぎじゅつけいせんもんしょくだいがくいん）とは、高度で専門的な能力を持った産業技術系の人材養成を目的とした専門職大学院である。

## 概要
主に製造業や情報通信業などの技術者や管理者、責任者等の高度専門職業人の養成を目的とした理工系の専門職大学院である。現在、情報、組込み技術、創造技術、原子力の分野に関する専門職大学院が開設されている。通常の大学院と違い、学術研究者養成を目的としていない。

## 産業技術系専門職大学院一覧

### 国立
- 東京大学大学院 工学系研究科 原子力専攻
  - 学位：原子力修士（専門職）

### 公立
- 東京都立産業技術大学院大学 産業技術研究科 産業技術専攻　情報アーキテクチャコース
  - 学位：情報システム学修士（専門職）
- 東京都立産業技術大学院大学 産業技術研究科 産業技術専攻　創造技術コース
  - 学位：創造技術修士（専門職）
- 東京都立産業技術大学院大学 産業技術研究科 産業技術専攻　事業設計工学コース
  - 学位：事業設計工学修士（専門職）

### 私立
- 京都情報大学院大学 応用情報技術研究科 ウェブビジネス技術専攻
  - 学位：情報技術修士（専門職）
- 神戸情報大学院大学 情報技術研究科 情報システム専攻
  - 学位：情報システム修士（専門職）
- 東海大学専門職大学院 組込み技術研究科 組込み技術専攻 ※2012年度より学生募集停止予定。
  - 学位：組込み技術修士（専門職）

上記の専門職大学院のうち、東京都立産業技術大学院大学（情報アーキテクチャ専攻）、京都情報大学院大学（ウェブビジネス技術専攻）、神戸情報大学院大学（情報システム専攻）、東海大学専門職大学院（組込み技術専攻）は、ICT専門職大学院にも分類される。

## 産業技術系専門職大学院の認証評価機関
- 学校教育法第109条第3項、学校教育法施行令第40条により、「専門職大学院を置く大学は、当該専門職大学院の教育課程、教員組織等その他教育研究活動の状況について、5年以内ごとに認証評価を受けなければならない。」とされている。文部科学大臣が認証した認証評価機関による評価、または、他の方法での第三者評価を受審することが義務付けられている。
- 授与する学位名称が「情報技術修士（専門職）」、「情報システム学修士（専門職）」、「情報システム修士（専門職）」、「創造技術修士（専門職）」、「組込み技術修士（専門職）」、「原子力修士（専門職）」の専攻については、2010年度から一般社団法人日本技術者教育認定機構（JABEE）による認証評価を受審することが可能である。2009年度以前は該当専攻において文部科学大臣が認証した認証評価機関が無かったため、開校5年を迎えた京都情報大学院大学は、産業界や学術分野の外部の者からなる第三者評価委員会による認証評価、東京大学大学院は、原子力に関する高い見識を有する外部の者からなる外部評価委員会による評価、神戸情報大学院大学は、一般社団法人情報処理学会の「IT専門職大学院の認証評価モデルの研究開発事業」による認証評価を受審した。
- これまでに認証評価を受審した産業技術系専門職大学院は、開校順に京都情報大学院大学（ウェブビジネス技術専攻）、東京大学大学院（原子力専攻）、神戸情報大学院大学（情報システム専攻）、産業技術大学院大学（情報アーキテクチャ専攻）である。いずれも学校教育法に基づく専門職大学院の基準に合致していると認定されている。今後、東海大学専門職大学院（組込み技術専攻）と東京都立産業技術大学院大学（創造技術専攻）も認証評価で適合と認定されれば、日本のすべての産業技術系専門職大学院が学校教育法に基づく専門職大学院の基準に合致しているということになる。
- 上記のうち、文部科学大臣が認証した認証評価機関による評価を受審した産業技術系専門職大学院は、東京都立産業技術大学院大学（情報アーキテクチャ専攻）の1専攻である。専門職大学院の認証評価機関の整備も整いつつあり、産業技術系専門職大学院にかかわらず、今後、文部科学大臣が認証した認証評価機関による評価を受ける専門職大学院は増えていく予定である。